# Vlajka Mayotte

Francouzská vlajka
Poměr stran: 2:3

Francouzská námořní vlajka
Poměr stran: 2:3
Poměr šířek: 30:33:37

Vlajka Mayotte je zároveň vlajkou Francie.
Mayotte je ale i francouzským departementem (kód 976) a francouzským regionem. Oba tyto celky mají i svou vlajku. Tyto vlajky mají pouze lokální nebo turistický charakter.
Neoficiální vlajka Mayotte se skládá z bílého pole se znakem Archipelaga pod červeným nápisem „MAYOTTE“.

Neoficiální mayottská vlajka Poměr stran 2:3